# Curioso come George 3 - Ritorno nella giungla
Curioso come George 3 - Ritorno nella giungla (Curious George 3: Back to the Jungle) è un film d'animazione statunitense direct-to-video del 2015 diretto da Phil Weinstein.

## Trama
Un uomo di nome Houston chiede a George di volare nello spazio per aiutare il progetto per fermare le alluvioni: la sua missione sarà quella di recuperare l'SLD (Sincronizzatore Locale della Diga), uno strumento che controlla le dighe nell'Africa centrale per prevenire le inondazioni, rimuovendolo da un satellite spaziale andato fuori uso. L'uomo dal cappello giallo acconsente alla missione, purché George riesca a completare l'addestramento. George riesce così a salire sul razzo e andare nello spazio, dove però a momenti perde l'SLD. All'interno della capsula spaziale, George si mette di nuovo nei guai e con l'acqua bagna e distrugge i comandi, perdendo il controllo durante il rientro sulla Terra. George viene allora espulso con un paracadute d'emergenza, ma si perde nell'Africa centrale.
Houston, Andrew e l'uomo dal cappello giallo partono per l'Africa alla ricerca di George, che potrebbe essere caduto in un raggio di 500 miglia.

## Doppiatori
- Jeff Bennett: Ted
- Frank Welker: George
- Angela Bassett: Dr. Kulinda
- John Goodman: Houston
- Alexander Polinsky: Tech Andrew